# Route nationale 395
Pour les articles homonymes, voir Route 395.
La route nationale 395 ou RN 395 était une route nationale française reliant Vitry-en-Perthois à Revigny-sur-Ornain. À la suite de la réforme de 1972, elle a été déclassée en RD 995.

## Ancien tracé de Vitry-en-Perthois à Revigny-sur-Ornain (D 995)
- Vitry-en-Perthois (km 0)
- Plichancourt (km 4)
- Brusson (km 6)
- Le Buisson (km 10)
- Étrepy (km 14)
- Pargny-sur-Saulx (km 16)
- Sermaize-les-Bains (km 22)
- Andernay (km 25)
- Contrisson (km 27)
- Revigny-sur-Ornain (km 31)